# Ruth Crawford Seeger
Pour les articles homonymes, voir Crawford et Seeger.
Ruth Crawford Seeger, née Ruth Porter Crawford à East Liverpool (Ohio) le 3 juillet 1901 et morte d'un cancer à Chevy Chase (Maryland) le 18 novembre 1953 , est une compositrice et musicologue américaine.

## Biographie
Enfant, elle étudie le piano avec sa mère, puis avec Valborg Collett à la Foster's School of Musical Art de Jacksonville (Floride), jusqu'en 1921. Elle poursuit alors ses études musicales au Conservatoire américain de musique (en) de Chicago (Illinois), entre autres avec Adolf Weidig (en) pour la composition et la théorie, jusqu'en 1929 et avec Heniot Levy pour le piano. Elle prend également des leçons privées de piano auprès de Djane Lavoie Herz, une disciple d'Alexandre Scriabine. Toujours à Chicago, elle rencontre notamment le compositeur Henry Cowell et le poète Carl Sandburg qui, le premier, l'intéressera aux musiques folkloriques américaines, lesquelles marqueront la seconde partie de sa carrière.
En 1929, grâce à la subvention que lui octroie la Guggenheim Fellowship, elle part étudier à Berlin (Allemagne), où elle s'imprègne de la musique d'Arnold Schönberg. Cette même année, à l'Institute of Musical Art (future Juilliard School) de New York, elle commence à suivre l'enseignement de Charles Seeger (1886-1979), compositeur et musicologue, auteur d'une théorie du « contrepoint dissonant », et qu'elle épousera en 1932. De leur union sont nés trois enfants, dont Mike Seeger (en) (1933-2009), musicien folk (chanteur et instrumentiste), et Peggy Seeger (1935-), chanteuse folk. En outre, mentionnons ici Pete Seeger (1919-2014), également musicien folk, né d'un premier mariage avec Charles Seeger.
La musique de Ruth Crawford Seeger des années 1920 et du début des années 1930 est atonale, influencée par Scriabine et Schönberg. En 1936, sa famille s'étant installée à Washington (district de Columbia), elle bascule dans le domaine de la musique folklorique américaine qu'elle étudie de manière approfondie, notamment à la Bibliothèque du Congrès. Elle sera l'auteur et l'interprète de nombreux arrangements de chants populaires et publiera plusieurs recueils (ainsi, en 1948, American Folk Songs for Children). Elle reviendra néanmoins à la musique atonale avec, en 1952, une suite pour quintette à vent qui sera sa dernière œuvre, puisqu'elle meurt prématurément un an après.
On lui doit des pièces pour piano, de la musique de chambre, des pièces pour voix soliste, pour chœurs (dont ses arrangements de musique folklorique) ou encore pour orchestre.

## Œuvres (sélection)

### Pièces pour piano
- 1922 : Little Waltz ;
- 1923 : Sonate ; Theme and Variations ;
- 1924 : Five Canons ; Kaledoscopic Changes on an Original Theme ;
- 1925 : Five Preludes ; The Adventures of Tom Thumb, avec narrateur ;
- 1926 : We dance together ;
- 1928 : Four Preludes ; Nine Preludes ;
- 1930 : Study in Mixed Accents.

### Musique de chambre
- 1926 : Sonate pour violon et piano ;
- 1927 : Suite no 1 pour quintette à vent et piano ;
- 1929 : Suite no 2 pour quatre instruments à cordes et piano ;
- 1930 : Four Diaphonic Suites, no 1 pour hautbois solo, no 2 pour basson et violoncelle, no 3 pour deux clarinettes et no 4 pour hautbois et violoncelle ;
- 1931 : Quatuor à cordes ;
- 1952 : Suite pour quintette à vent (no 3).

### Œuvre pour orchestre
- 1926 : Music for Small Orchestra (Musique pour petit orchestre) ;
- 1939 : Rissolty Rossolty : An American Fantasia for Orchestra (sur des airs populaires).

### Œuvres pour voix soliste ou chœurs
- 1929 : Five Songs, sur des poèmes de Carl Sandburg, pour voix et piano ;
- 1930 : Three Chants, pour chœur de femmes ;
- 1932 : Three Songs, pour alto, hautbois, batterie, piano et orchestre ad libitum ; Two Ricercari, pour voix et piano.

## Discographie
- Musique de chambre et vocale : Sonate pour violon, deux ricercari, sandburg songs, pièces pour piano - Ensemble Continuum, Cheryl Seltzer et Joel Sachs, dir. (1992, Naxos 8.5519197)
- Œuvres pour piano : Sonate, Thème et variations, Cinq Canons, Cinq Préludes, The Adventures of Tom Thumb*, etc. - Jenny Lin, piano ; Timothy Jones, narrateur* (août 2001, BIS CD-1310)